# Purpurogallin
Purpurogallin, C11H8 O5, är en organisk förening med tropolonstruktur. 

## Egenskaper
Purpurogallin bildar djupröda kristaller och är grundstommen till flera glykosider från gallbildningar och ekbark.
Ämnet är lösligt i kokande etanol, metanol och aceton samt sönderdelas vid temperatur av 274-275 °C.

## Framställning
Purpurogallin kan framställas syntetiskt genom oxidation av purpurogallol.

## Användning
Purpurogallin kan hämma hydroxiöstradiolmetylering av katekol-O-metyltransferas. Det hämmar kraftigt och specifikt TLR1/TLR2 aktiveringsvägen. Det används som en antioxidant eller till att motverka metallföroreningar i kolvätebränslen eller smörjmedel. 